# Stalled Cairn auf Faray
Der Stalled Cairn auf Faray ist eine Orkney-Cromarty-Typ-artige (OC) Megalithanlage mit einem kurzen gehörnten Cairn, wie er für Heel-shaped Cairns typisch ist. Angesichts der Interferenzen des Steinhaufens ist aber eine gewisse Vorsicht bei der Interpretation geboten.
Er liegt im Norden der Orkneyinsel Faray in Schottland an der Küste und wurde stark reduziert und gestört. Der Rundcairn hatte einen Durchmesser von etwa 14 m und eventuell vier Hörner, von denen drei noch erkennbar sind. Das nordöstliche Horn ist am besten erhalten. Es scheint etwa 1,8 m breit und fast 6,0 m lang und leicht in Richtung Osten geschwungen gewesen zu sein. Die Hörner im Südosten und Südwesten sind nur noch Stümpfe aber vollkommen identisch.
Der nicht ausgegrabene Cairn birgt die etwa 4,5 m lange Kammer eines Stalled Cairn, von der einige aufrechte Platten erkennbar sind. Die Überreste des Ganges sind nicht erhalten. An seinem inneren Ende lag ein Køkkenmødding mit Tierknochen, einer Menge verbrannten Materials und Keramikfragmente, einige davon dekoriert, die jetzt verloren sind.